# Calle de la Canaleja
La calle de la Canaleja es una vía pública de la ciudad española de Segovia.

## Descripción
La vía, que ostenta el título actual desde antaño, nace o bien de la calle de Arturo Merino o bien de la del Doctor Pichardo y discurre hasta desembocar en la plaza del Doctor Gila. Aparece descrita en Las calles de Segovia (1918) de Mariano Sáez y Romero con las siguientes palabras:

Canaleja.—Esta calle en cuesta va desde la del Doctor Pichardo a la de Caballares, hoy del Teniente Ochoa. Canaleja se denominaba antes toda la vía desde la calle Real a San Millán y era un sitio inmundo, vertedero de aguas sucias, atravesándose de la calle Real para llegar a la cuesta por un estrecho pasadizo. Por la angostura de este paso, por su poca limpieza y discurrir libres las aguas por este sitio cual si fuera un canal, se nombraba de muy antiguo Canaleja. Ahora son dos calles, la del Doctor Pichardo y ésta que reseñamos. La de la Canaleja está formada por dos pendientes paralelas al principio de su bajada, una de ellas con escalones y las que luego vuelven a unirse para salir en dirección a la plazuela de San Millán. Una fuente pública, casas de jornaleros y altas fachadas de edificios de otras calles que el desnivel del terreno las destaca, es lo único que hay que mencionar en este sitio, que no deja de ser muy transitado por acortar la distancia entre la parte alta y la baja de la Ciudad.
(Sáez y Romero, 1918, p. 24)

Existe también una «bajada de la Canaleja» que va desde la calle de Cervantes hasta la de Arturo Merino. En Guía y plano de Segovia (1906), obra de Félix Gila y Fidalgo, se menciona lo siguiente:

La bajada de la Canaleja, conserva el nombre del portillo que existía entre las dos puertas de San Martín, con un albañal que corría al arroyo por la Cuesta de Burriaga.
(Gila y Fidalgo, 1906, p. 221)

En su momento, esta bajada era más larga, pues incluía también un tramo que ahora se conoce como «calle del Doctor Pichardo».